# Tulsky Oruzheiny Zavod
A Tulsky Oruzheiny Zavod (em russo:  Тульский оружейный завод, ou "Fábrica de Armamentos de Tula") é uma fabricante de armas  da Rússia fundado pelo Tsar Pedro I da Rússia em 1712.

## Produtos
Durante o início da era soviética, a Tulsky Oruzheiny Zavod produziu uma variedade de fuzis militares, incluindo o Mosin-Nagant, SVT-40, SKS e AK-47. Ele também produziu o Revólver Nagant M1895.
A partir do início da década de 1980, a fábrica continuou a produzir o AK-47, bem como AK-74, e também fabricou VSS Vintorez, AS Val, OTs-14 Groza, E TOZ (fuzil) armas desenhadas por TsNIITochMash. A fábrica também produz grandes quantidades de munição de armas pequenas para os militares, bem como para venda comercial.
A fábrica também manufaturou uma série de pistolas ao longo dos anos, como a pistola Korovin, pistola TT, pistola automática Stechkin, pistola subaquática SPP-1 e pistola silenciosa MSP Groza.